# 佐藤英明 (法学者)
佐藤 英明（さとう ひであき、1962年〈昭和37年〉9月19日 - ）は、日本の法学者。慶應義塾大学教授。神戸大学名誉教授。専門は租税法。金子宏門下。研究分野は所得税など。福岡県福岡市出身。

## 経歴
- 1981年 - 福岡県立修猷館高等学校卒業
- 1985年 - 東京大学法学部卒業
- 東京大学法学部助手
- 1988年 - 神戸大学法学部助教授
- 1998年 - 神戸大学法学部教授
- 1998年 - 租税法学会理事・運営委員長(-2006)
- 2000年 - 神戸大学大学院法学研究科教授
- 2011年 - 4月より慶應義塾大学法科大学院教授
- 2018年 - 租税法学会理事長
- 2019年 - 関税等不服審査会会長

## 著作

### 著書
- 『脱税と制裁 租税制裁法の構造と機能』弘文堂〈租税法研究双書 3〉、1992年7月。ISBN 9784335320538。
  - 『脱税と制裁 租税制裁法の構造と機能』（増補版）弘文堂〈租税法研究双書 3〉、2018年10月。ISBN 9784335320644。
- 『信託と課税』弘文堂〈租税法研究双書 5〉、2000年5月。ISBN 9784335320552。
  - 『信託と課税』（新版）弘文堂〈租税法研究双書 5〉、2020年10月。ISBN 9784335320682。
- 『プレップ租税法』弘文堂〈プレップシリーズ〉、2006年9月。ISBN 9784335313066。
  - 『プレップ租税法』（第4版）弘文堂〈プレップシリーズ〉、2021年3月。ISBN 9784335313318。
- 『スタンダード所得税法』弘文堂、2009年1月。ISBN 9784335354342。
  - 『スタンダード所得税法』（第3版）弘文堂、2022年2月。ISBN 9784335359002。

### 編集担当
- 佐藤英明・伊藤剛志・浅妻章如 編『現代租税法講座』 第2巻、日本評論社、2017年6月。ISBN 9784535065086。

### 共著
- 佐藤英明、西山由美『スタンダード消費税法』弘文堂、2022年9月。ISBN 9784335359156。

### 共編
- 水野忠恒・中里実・佐藤英明・増井良啓 編『租税判例百選』（第4版）有斐閣〈別冊ジュリスト No.178〉、2005年10月。ISBN 9784641114784。
  - 中里実・佐藤英明・増井良啓・澁谷雅弘・渕圭吾 編『租税判例百選』（第7版）有斐閣〈別冊ジュリスト No.253〉、2021年6月。ISBN 9784641115538。

### 編著
- 岡村忠生、谷口勢津夫、増井良啓、渡辺徹也『租税法演習ノート 租税法を楽しむ21問』弘文堂、2005年10月。ISBN 9784335353543。
  - 岡村忠生、谷口勢津夫、増井良啓、渡辺徹也『租税法演習ノート 租税法を楽しむ21問』（第4版）弘文堂、2021年3月。ISBN 9784335358500。
- 金子宏、佐藤英明、増井良啓、渋谷雅弘『ケースブック租税法』弘文堂〈弘文堂ケースブックシリーズ〉、2007年3月。ISBN 9784335302985。
  - 金子宏、佐藤英明、増井良啓、渋谷雅弘『ケースブック租税法』（第5版）弘文堂〈弘文堂ケースブックシリーズ〉、2017年10月。ISBN 9784335305177。